# 2. Magyar Játékfilmszemle
A II. Magyar Játékfilmszemlét (MJFSZ) 1966. szeptember 26. és október 1. között rendezte meg Pécsett és Baranyában a Magyar Filmművészek Szövetsége és a Baranya megyei Tanács VB. művelődési osztálya, a Szakszervezetek Baranya megyei Tanácsa és a Pécsi Városi Tanács közreműködésével, a Moziüzemi Vállalat támogatásával. A Darvas József író által elnökölt társadalmi zsűri a szemle fődíját Jancsó Miklós Szegénylegények című filmdrámájának ítélte.

## A filmszemle
A filmes seregszemle fő helyszíne a pécsi Petőfi mozi volt. Emellett – az előző évhez hasonlóan – a versenyfilmeket további hat baranyai városban mutatták be: Bólyban, Komlón, Sásdon, Siklóson, Szentlőrincen és Szigetvárott, ahol a nézők a vetítések után találkozhattak az alkotókkal és a filmek szereplőivel. A megnyitó ünnepség felkonferálója Tamási Eszter bemondónő volt, a Pécsen kívüli helyszíneken Poór Klára tévériporter mutatta be az alkotókat.
A Magyar Filmművészek Szövetségének elnöksége titkos szavazással lefolytatott előzsűrizéssel választotta ki a szemle hat játékfilmjét az 1965 szeptembere és 1966 szeptembere között elkészült alkotásokból. Közülük kettő már az első szemlén is szerepelt (Gyermekbetegségek, Iszony). A szemle nyitó- és zárófilmje egy-egy ősbemutató volt (Hideg napok és Aranysárkány), zárt körű szakmai vetítésen lehetett megtekinteni Csurka István Amit szabad Jupiternek című forgatókönyvéből készült Fejér Tamás-művet, A férfi egészen más című drámát, valamint egy külföldi alkotást: a baloldali görög író, Níkosz Kazandzákisz Zorbász, a görög című világhírű regényének nagy sikerű filmes adaptációját Mihálisz Kakojánisz rendezésben, Anthony Quinn-nel és Alan Bates-szel a főszerepekben.
A rendezvény szervezőinek nagy számát a költségek megosztásával indokolták. Emiatt a társadalmi zsűri is bővült, négy társelnökkel állt fel. Emellett az egyes szemlefilmek felett nagy állami vállalatok és intézmények vállaltak védnökséget, amelyek a vetítések utáni közönség- és művész-eszmecserék mellett gondoskodtak üzemi találkozók szervezéséről.
A második filmszemlét megelőzően a nagyközönség érdeklődésének felkeltésére szeptember 5–21. között három pécsi moziban (Kossuth, Park, Petőfi) 21 magyar filmből álló visszatekintő vetítéssorozatot szerveztek a második világháború óta eltelt 20 év alkotásaiból.
A szemle alatt Kovács András vezetésével kétnapos szakmai vitát folytattak le szűk körben, Almási Miklós Az egyéni mondanivaló kifejezésének problémája a magyar filmművészetben című vitaindító előadása alapján. A szakmai vendégek részére a nézőkkel való találkozókon túl kirándulásokat szerveztek Siklósra, Harkányba és Villányba, valamint megtekinthették a Pécsi Balett, a Liszt Kórus és a Bóbita Együttes előadásait. A Magyar Filmművészek Szövetsége huszonkét külföldi filmalkotót és kritikust hívott meg a filmszemlére főleg szocialista országokból, illetve olasz, francia, angol, norvég, finn és osztrák baloldali lapok munkatársait. Mivel igény mutatkozott rá, számukra a hat szemlefilmen felül külön vetítéseket is szerveztek a Kamaraszínházban, amelyeken 17 korábbi alkotást mutattak be német, angol és francia nyelvű kópiákkal.
A díjazás tekintetében mindkét zsűri visszafogottabb volt: az előző évhez képest kevesebb díjat osztottak ki. Mint azt a szakmai zsűri elnöke elmondta, el akarták kerülni, hogy a díjak szaporításával egyenlőségjelet tegyenek a filmek közé; inkább az igazán kiemelkedő művészi eredményeket honorálták. Emiatt a társadalmi zsűri a fődíj mellett csupán egy különdíjat ítélt oda a közönségszavazatok alapján, a szakmai zsűri pedig nem díjazta a férfi színészi és a forgatókönyvírói teljesítményt. A legjobb operatőri munka díját a szakmai zsűri Hegyi Barnabásnak ítélte oda (Butaságom története, Iszony). Az év tavaszán tragikus hirtelenséggel elhunyt filmoperatőr helyett a díjat Révész Miklós, a filmgyár igazgatója vette át. A játékfilmszemle díjai művészi kerámiák voltak, Nádor Judit, Gazder Antal és Török János munkái.
A rendezvényt többnyire pozitív jelzőkkel illették, azonban számos kritika is érte. A kellő hírverés ellenére lanyhult mind a nagyközönség, mind a helyi értelmiség érdeklődése és aktivitása. Ennek elsődleges okaként jelölték meg – és ez a közönségtalálkozókon is megfogalmazódott –, hogy a közönség már mindegyik szemlefilmet látta, ismerte, a kritika szinte minden oldalról elemezte azokat. Míg a filmszakma szerint a szemlén nem a verseny és a díjazás a legfontosabb, hanem a visszatekintő összegezés és a jellemző értékek felkutatása, amit évről évre meg kell tenniük, a közönség a „lefutott” filmek helyett új, még nem vetített művek ősbemutatóit igényelte volna.

## Zsűrik

### Társadalmi zsűri
- Darvas József Kossuth-díjas író, a Magyar írók Szövetségének elnöke, a társadalmi zsűri elnöke
- Bogár József, az SZMT[8] vezető titkára, társelnök
- Horváth Lajos, a Pécsi Városi Tanács VB elnöke, társelnök
- Nagy Gyula, a Baranya Megyei Tanács VB elnökhelyettese, társelnök
- Eck Imre, a Pécsi Balett igazgatója
- Major Máté, a Magyar Építőművészek Szövetségének elnöke
- Ortutay Gyula, a TIT országos elnöke
- Somogyi József Kossuth-díjas szobrászművész
- Szabó Mátyás, a bólyi Kossuth Termelőszövetkezet Állami-díjas elnöke
- Szederkényi Ervin, a Jelenkor főszerkesztője
- Sziklai József, a Mecseki Ércbányászati Vállalat igazgatója
- Tárnok János, a Filmfőigazgatóság művészeti osztályának vezetője

### Szakmai zsűri
- Fábri Zoltán filmrendező, a Magyar Filmművészek Szövetsége elnöke, zsűrielnök
- Bán Frigyes filmrendező
- Bokor Péter filmrendező
- Hildebrand István operatőr
- Lohr Ferenc hangmérnök
- Makk Károly filmrendező
- Pásztor István operatőr

## Versenyfilmek
- Butaságom története, rendező: Keleti Márton
- Fügefalevél, rendező: Máriássy Félix
- Gyerekbetegségek, rendező: Kardos Ferenc, Rózsa János
- Iszony, rendező: Hintsch György
- Minden kezdet nehéz, rendező: Révész György
- Szegénylegények, rendező: Jancsó Miklós

## Versenyen kívüli filmek

### Ősbemutatók
- A férfi egészen más, rendező: Fejér Tamás (zárt előadás)
- Aranysárkány, rendező: Ranódy László (zárófilm)
- Hideg napok, rendező: Kovács András (nyitófilm)

### Egyéb filmek
- a Balázs Béla Stúdió filmjei (zárt előadás)[9]

### Külföldi film
- Zorba, a görög (Alexis Zorbas), rendező: Mihálisz Kakojánisz (zárt előadás)

## Díjazottak
| A díj megnevezése       | A díjazott mű / alkotó                       |
| ----------------------- | -------------------------------------------- |
|                         |                                              |
| A társadalmi zsűri díja |                                              |
| Társadalmi fődíj        | Szegénylegények (r.: Jancsó Miklós)          |
|                         |                                              |
| A szakmai zsűri díjai   |                                              |
| Rendezői díj            | Jancsó Miklós (Szegénylegények)              |
| Operatőri díj           | Hegyi Barnabás (Butaságom története, Iszony) |
| Forgatókönyvírói díj    | A díjat nem osztották ki.                    |
| Színésznői díj          | Ruttkai Éva (Butaságom története)            |
| Színészi díj            | A díjat nem osztották ki.                    |
| Egyéb díj               |                                              |
| A közönség díja         | Butaságom története (r.: Keleti Márton)      |

## A filmszemle vendégei
A filmszemle vendégei elsősorban a bemutatott filmek magyar alkotói és színészei, valamint szakírók és filmkritikusok, továbbá a filmgyártás és -forgalmazás szakemberei közül kerültek ki. A helyszíni tudósítások szerint a következő hírességek fordultak meg a szemlén:
- Alfonzó
- Almási Miklós
- Apor Noémi
- Avar István
- Bácskai István
- Balogh Emese
- Balogh Zsuzsa
- Bánfai Dóri
- Bara Margit
- Basilides Zoltán
- Benkő Gyula
- Bilicsi Tivadar
- Bujtor István
- Bulla Elma
- Bürös Gyöngyi
- Csákányi László
- Cseres Tibor
- Csűrös Karola
- Dallos Szilvia
- Darvas József
- Demjén Gyöngyvér
- dr. Kárpáti György
- Elek Judit
- Fábri Zoltán
- Farkas Antal
- Fazekas Lajos
- Fehér Imre
- Fényes Szabolcs
- Gábor Pál
- Géczy Dorottya
- Gombos Kati
- Gordon Zsuzsa
- Görbe János
- Greguss Zoltán
- Gyárfás Miklós
- Győry Franciska
- Gyulai-Gaál Ferenc
- Halász Judit
- Herczenik Miklós
- Illés György
- Káldi Nóra
- Kállai Ferenc
- Kállay Ilona
- Kassai Ilona
- Kassai Tünde
- Katona Ferenc
- Kautzky József
- Keleti Márton
- Kiss Ferenc
- Kiss Manyi
- Komlós János
- Kozák András
- Latinovits Zoltán
- Macskássy Gyula
- Madaras József
- Makk Károly
- Mamcserov Frigyes
- Márkus László
- Mensáros László
- Molnár Tibor
- Nemes Károly
- Nemeskürty István
- Örsi Ferenc
- Őze Lajos
- Páger Antal
- Pápai Erzsi
- Parragi Mária
- Pásztor István
- Péchy Blanka
- Pécsi Ildikó
- Peller Károly
- Poór Klára
- Psota Irén
- Ráday Imre
- Révész György
- Ruttkay Éva
- Sáfár Anikó
- Sándor Pál
- Soós Edit
- Spányik Éva
- Sulyok Mária
- Szakáts Miklós
- Szabó Éva
- Szabó Tünde
- Szegedi Erika
- Szemes Mari
- Szemes Marianne
- Szemes Mihály
- Szepesi György
- Szíjj Miklós
- Szilágyi Tibor
- Szirtes Ádám
- Tamási Eszter
- Tímár Éva
- Tompa Sándor
- Végvári Tamás
- Voith Ági
- Vujicsics Tihamér
- Zách János
- Zolnay Zsuzsa

## További információ
- Knoll István:  A II. Magyar Játékfilmszemle Pécsett. filmhiradokonline.hu. Budapest: Budapest Filmstúdió (1966. október)  (Hozzáférés: 2025. március 17.) Magyar Filmhíradó 40/2 (2 minc 8 s).